# Kepler-11d
Kepler-11d es un exoplaneta descubierto en la órbita de la estrella similar al Sol Kepler-11. Se llama así por el telescopio que lo descubrió, el telescopio espacial Kepler de la NASA, diseñado para detectar planetas como la Tierra mediante la medición de pequeñas caídas en el brillo de sus estrellas cuando los planetas cruzan frente a ellas. Este proceso, conocido como método de tránsito, se utilizó para acentuar la presencia de los seis planetas en órbita alrededor de Kepler-11, de los cuales Kepler-11d es el tercero desde su estrella. Kepler-11d órbita alrededor de Kepler-11 en una órbita más pequeña que la de Mercurio, aproximadamente cada 23 días. El planeta es aproximadamente seis veces más masivo que la Tierra, y tiene un radio tres veces y media mayor que el de la Tierra. Es, sin embargo, mucho más caliente que nuestro planeta. Su baja densidad, comparable a la de Saturno, sugiere que Kepler-11d tiene grandes cantidades de hidrógeno y helio. Kepler-11d se anunció junto a cinco planetas hermanos el 2 de febrero de 2011, después de extensos estudios de seguimiento.

## Nombre y descubrimiento
Al igual que con todos los exoplanetas, Kepler-11d nombra primero a su estrella, Kepler-11. Debido a que Kepler-11d fue anunciado al mismo tiempo que los otros cinco planetas en el sistema, sus nombres están ordenados por su distancia a la estrella madre, por lo que, al ser Kepler-11d el tercer planeta a partir de Kepler-11, se le dio el designación "d". Kepler-11 fue nombrado por el telescopio espacial Kepler, de la NASA que se encuentra orbitando alrededor de la Tierra a la caza de planetas como similares al nuestro en una pequeña zona del cielo entre las constelaciones de Cygnus y Lyra mediante la observación de planetas que transitan o cruzan por delante de sus estrellas. El tránsito hace atenuar un poco y de forma regular el brillo de la estrella, un fenómeno que nota el satélite Kepler y que observaciones posteriores refutan, descubriendo así la existencia de un cuerpo planetario. Kepler-11d fue nombrado, teniendo en cuenta la designación KOI-157, de objetos de interés Kepler.
Observaciones de seguimiento se llevaron a cabo desde el telescopio Hale y el telescopio Shane en California, el telescopio I del Observatorio W. M. Keck en Hawái, los telescopios del WIYN, Whipple, y los observatorios de MMT en Arizona, el telescopio Hobby-Eberly y el telescopio Harlan J. Smith del oeste de Texas. Además, el telescopio Espacial Spitzer fue utilizado. Kepler-11d, junto con sus cinco planetas hermanos, se dieron a conocer al público el 2 de febrero de 2011. Su descubrimiento fue publicado en la revista Nature el día siguiente.

## Kepler-11 y sistema planetario
Kepler-11 es una estrella de tipo G, en la constelación Cygnus. Con una masa de 0,95 masas solares, un radio de 1,1 radios solares, una metalicidad de 0 y una temperatura efectiva de 5680 K, Kepler-11 está cerca de la masa (95%), radio (110%), y el contenido de hierro del Sol. Se ha observado que la metalicidad juega un papel importante para determinar el tipo de planeta que se forma en una estrella. Estrellas ricas en nubes de metales tienden a crear núcleos planetarios para agregar a un tamaño prominente, mientras que por la gravedad somete a los gases primordiales todavía existen en el sistema formándose en esas condiciones los gigantes gaseosos. También es ligeramente más fría que el Sol. Sin embargo, se le estima una edad de ocho (± dos) millones de años, mucho más antigua que el Sol. Kepler-11 es el anfitrión de otros cinco planetas distintos de Kepler-11d: Kepler-11b, Kepler-11c, Kepler-11e, Kepler-11f, y Kepler-11g. Los primeros cinco planetas en el sistema tienen órbitas que, en conjunto podría caber en la órbita del planeta Mercurio, mientras que Kepler-11g orbita a una distancia considerablemente mayor en relación con las órbitas de sus compañeros internos.
A una distancia de 613 parsecs, Kepler-11d tiene una magnitud aparente de 14,2. Por tanto, no es visible a simple vista.

## Características

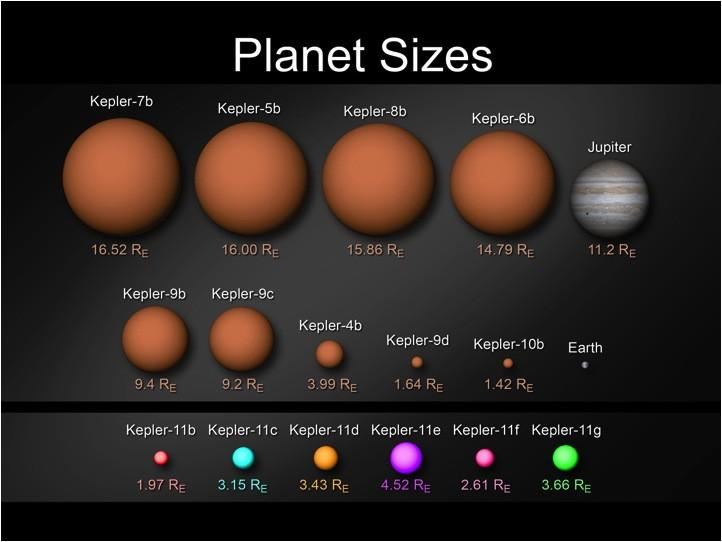
Una comparación de los planetas Kepler con la Tierra, Júpiter, y los descubrimientos previos del Kepler. Kepler-11d está color naranja en la parte inferior.

Kepler-11d tiene una masa de 6,1 masas de la Tierra y un radio de 3,43 radios de la Tierra. Con una densidad de 0,9 gramos/cm³, la densidad de Kepler-11d es menor que la del agua y comparable a la del gigante gaseoso Saturno. Esto sugiere que, a diferencia de los planetas Kepler-11b y  de Kepler-11c, que están más cerca de su estrella, Kepler-11d ha mantenido un ambiente de gran tamaño y es más probable que se componga de hidrógeno y el helio. Kepler-11d tiene una temperatura media de 692 K, casi 2,7 veces la temperatura media de la Tierra. Kepler-11d orbita a una distancia media de 0,159 UA de su estrella y completa una órbita cada 22,68719 días, es el tercer planeta a partir de la estrella Kepler-11. En comparación, el planeta Mercurio orbita alrededor del Sol cada 87,97 días a una distancia de 0,387 UA. Kepler-11d tiene una inclinación orbital de 89,3º. Por lo tanto, Kepler-11d está casi exactamente la misma edad que la Tierra.
La presencia de grandes cantidades de hidrógeno y helio en Kepler-11d, Kepler-11e, y Kepler-11f sugieren que estos planetas se formaron en los primeros millones de años de existencia del sistema, cuando el gas fue capturado por el disco protoplanetario de formación.